# Nicki French

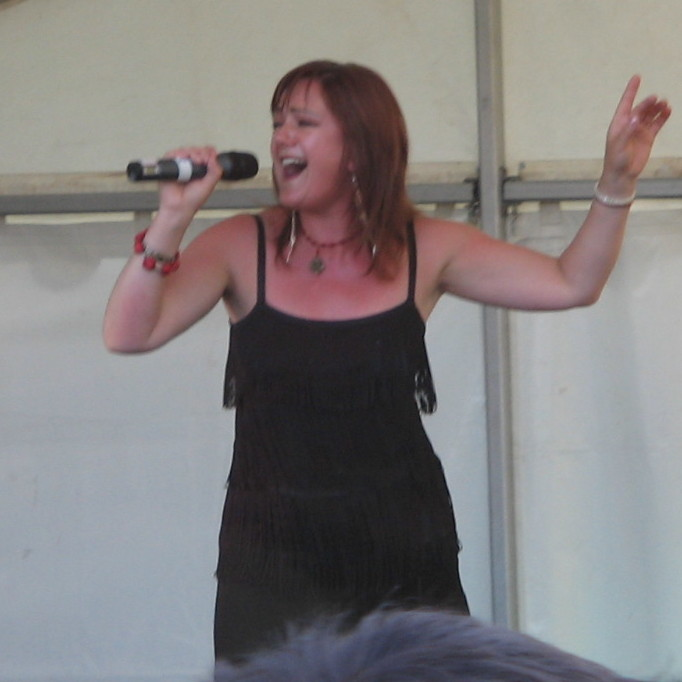
Nicki French cantando no Festival da Parada Gay em Oxford no verão de 2005

Nicki French (Carlisle, 26 de setembro de 1964 ) é uma cantora e dançarina inglesa.
French viveu até aos 4 anos em Tenterden, no condado de Kent. Ficou conhecida pela sua cover dance de 1995 da canção de "Total Eclipse of the Heart", e por ter representado o Reino Unido no Festival Eurovisão da Canção 2000 em Estocolmo.

## Discografia

### Álbuns
- 1995 Secrets (Love This Records), U.S. Billboard 200 #151, U.S. Heatseekers #3
- 1997 Total Eclipse of the Heart (Japanese version of Secrets with extra tracks)
- 1998 French Revolution (Cutting Edge Records/Avex)
- 2000 12" Essentials (CD-Maximum/Russian Promo Mix CD)
- 2008 French Revolution Special Edition (Energise Records)

### Singles
- "Dirty Den" (composta por David Rose & Sung com Toby Dale, lançado como o nome 'Whiskey and Sofa') 1986 Spartan Records
- "You'll Be Sorry" (Released under the name 'The French Connection') 1993 Solar System Records
- "Total Eclipse Of The Heart" 1993 Energise Records
- "Total Eclipse of the Heart" 1994 Bags Of Fun Records (UK #54)
- "Total Eclipse of the Heart" 1995 Love This Records (UK #5, U.S. #2)
- "For All We Know" 1995 Love This Records (UK #42)
- "Did You Ever Really Love Me" 1995 Love This Records (UK #55)
- "Is There Anybody Out There?" 1995 Love This Records
- "Stop! In the Name of Love" 1995 Shock/Central Station Records
- "Te Amo" (promotional 12" released under the alias of 'Kinki') 1997 Logic Records
- "Don't Play That Song Again" 2000 RCA/Ravenous Records (UK #34)
- "I Surrender" 2004 Triad Records

- "Calling Out My Name" 2005 Klone Records
- "Total Eclipse of the Heart 2006" (Promotional title 'Starlet DJs Vs Kinki', then officially released under the name 'Diva DJs Vs Nicki French') 2006 Energise Records (UK #290)
- "Ain't No Smoke (Without Fire)" 2009 Energise Records

### Outros lançamentos
- "Private Dancer" (for Gayfest album 2005) Klone Records
- "When You Walk in the Room" (On Euro2000 album as Paris) Dominion Records
- "The One And Only" (On Euro2000 album as Paris) Dominion Records
- "Will You Still Love Me Tomorrow?" (On Euro2000 album as Paris) Dominion Records
- "Rocking Around The Christmas Tree" (apenas em vinil e num álbum de compilações da Avex Records
- "Never In a Million Years" (Only available in Suécia & Dinamarca) Cutting Edge Records
- "When You Walk in the Room" (On Euro2000 Album as Paris) Dominion Records

### "Total Eclipse of the Heart" - Vendas
- Hong Kong #1[7]
- Austrália #2[8]
- Canadá #1[7]
- Japão #1
- Brasil #1[7]
- Estados Unidos da América#2
- Reino Unido#5
- Países Baixos#10
- República da Irlanda #15[9]
- Bélgica #14[8]
- Nova zelândia#13[8]